# Egykötetes sorozatok
Az alábbi szócikk az egy kötet megjelenése után megszűnt könyvsorozatok mutatja be. Idegen (latin) szóval unicus-nak szokták ezeket nevezni.

## Jellemzői
A könyvkiadás történetében számos alkalommal megesett, hogy különböző (általában anyagi) okokból egy több kötetre tervezett könyvsorozat, mű egyetlen kötet megjelenése után megszűnt.
A megjelent (gyakran nagy terjedelmű) művek önmagukban ettől még értékes kiadványoknak számítanak, számos tudományos ismerettel, néha ábrával.

## Magyar példák
| Kiadás Éve | Sorozat neve                                                                              | Megjelent kötet neve                                                              | Kiadó                                                                       | Kiadási hely | Megjegyzés |
| ---------- | ----------------------------------------------------------------------------------------- | --------------------------------------------------------------------------------- | --------------------------------------------------------------------------- | ------------ | --- |
| 1742       | De rebus gestis Hungariae regum                                                           | Podlusányi Zsigmond: I. kötet                                                     |                                                                             | Győr         | |
| 1818       | Acta litteraria musei nationalis hungarici                                                | I. kötet                                                                          |                                                                             | Buda         | Évkönyv. |
| 1843       | Országgyűlési almanach                                                                    | Vachot Imre: I. kötet                                                             | Trattner-Károlyi                                                            | Pest         | |
| 1847       | Róma Augustus és részint Tiberius korában egy kortanu által úti levelekben                | Magos Ernő: I. kötet                                                              | Heckenast Gusztáv                                                           | Pest         | |
| 1874       | Pázmány Péter levelezése                                                                  | Fraknói Vilmos: I. kötet: 1605–1625                                               | Eggenberger Ferdinánd                                                       | Pest         | Reprint kiadás: Históriaantik Kiadó, Budapest, 2012. |
| 1881       | Kant élete, fejlődése és philosophiája                                                    | Alexander Bernát: I. kötet                                                        | Magyar Tudományos Akadémia                                                  | Budapest     | |
| 1892       | Paphonvédek albuma                                                                        | Ambrus József: I. kötet                                                           | Radák János                                                                 | Nagykikinda  | Reprint kiadás: Históriaantik Kiadó, Budapest. |
| 1896–1897  | Bibliai lexikon                                                                           | Gergely József: I. kötet I. rész (A–Achitol), I. kötet II. rész (Achsa–Ajándék)   | Pallas Rt.                                                                  | Budapest     | A Hittudományi Folyóirat melléklete. |
| 1898       | Egyetemes művészettörténet                                                                | Kőrösy László: Egyptom művészete                                                  | Pátria Rt.                                                                  | Budapest     | |
| 1899       | A magyar irodalom története                                                               | Horváth Cyrill: A régi magyar irodalom története                                  | Athenaeum Irod. és Nyomdai R. Társulat                                      | Budapest     | |
| 1906       | A művészetek története. A legrégibb időktől a XIX. század végéig                          | (szerk.) Kabdebó Gyula: Az építő művészet története az ó-korban                   | szerzői kiadás                                                              | Budapest     | |
| 1911       | Az írás-olvasási módszerek lexikona                                                       | szerk. Novák Gyula – Szabó Károly: I. kötet                                       | Pósa E. kiadása                                                             | Veszprém     | |
| 1915       | Magyar Képzőművészek lexikona                                                             | szerk.: Szendrei János – Szentiványi Gyula: I. kötet                              | Endrényi I. kiadása                                                         | Budapest     | |
| 1917       | Magyar diszitmények                                                                       | Várdai Szilárd: I. kötet                                                          | ifj. Kellner Jenő Könyvnyomdája                                             | Budapest     | |
| 1922       | A reformáció és ellenreformáció története a Szepességben                                  | Bruckner Győző: I. kötet (1520–1745)                                              | Grill Cs. és Kir. Udvari Könyvkereskedés                                    | Budapest     | |
| 1923       | Egy egész világ ellen                                                                     | Károlyi Mihály: Harcom a békéért (I. kötet)                                       | Verlag für Kulturpolitik                                                    | München      | |
| 1925       | Buda és Pest a világirodalomban                                                           | Ballagi Aladár: I. kötet: 1473–1711                                               | Budapest Székesfőváros Kiadása                                              | Budapest     | |
| 1926       | Buda és Pest zenei művelődése (1686–1873)                                                 | Isoz Kálmán: I. kötet                                                             | Budapesti Magyar Népszínházi Bizottmány                                     | Budapest     | |
| 1926–1929  | Magyar életrajzi lexikon. Szinnyei József Magyar írók élete és munkái kiegészítő sorozata | Gulyás Pál: I. kötet (Aáchs–Bacher)                                               | Lantos Rt.                                                                  | Budapest     | 6 füzetre bontva jelent meg. |
| 1927       | A Kossuth-emigráció Törökországban                                                        | Hajnal István: I. kötet                                                           | Magyar Történelmi Társulat                                                  | Budapest     | |
| 1931       | Magyar városok fejlődése – Magyarország városai és vármegyéi                              | I. Debrecen sz. kir. város (A város multja, jelene és jövője rövid áttekintésben) | Vármegyei Könyvkiadó                                                        | Budapest     | |
| 1933       | A debreceni református kollégium                                                          | Nagy Sándor: I. kötet                                                             | Szerzői kiadás                                                              | Hajdúhadház  | |
| 1941       | Bevezetés a katonai lelkigondozásba                                                       | Dezső László: I. kötet                                                            | Főiskolai Könyvnyomda                                                       | Pápa         | |
| 1944       | A magyar nép szobrászata                                                                  | Andrássy Kurta János: I. kötet                                                    | ABC Könyvkiadó Részvénytársaság                                             | Budapest     | |
| 1944       | A világirodalom története                                                                 | Borzsák István, Trencsényi-Waldapfel Imre, Dobrovits Aladár: Az ókor irodalma     | Új Idők Irodalmi Intézet Rt. (Singer és Wolfner)                            | Budapest     | A művelődés könyvtára ugyancsak csonka nagyobb sorozaton belül. |
| 1946       | Nagy népek élete                                                                          | (szerk.) Bolgár Elek: A Szovjetunió I.                                            | Athenaeum                                                                   | Budapest     | A sorozaton belül magáról a Szovjetunióról is több kötetet szándékoztak megjelentetni. |
| 1954       | Régi magyar bútorok                                                                       | Szabolcsi Hedvig: I. kötet: Főúri és polgári bútorművészet                        | Képzőművészeti Alap Kiadóvállalata                                          | Budapest     | |
| 1954       | A magyar sajtó 250 éve                                                                    | I. kötet                                                                          | Athenaeum                                                                   | Budapest     | |
| 1959       | A magyar könyv története                                                                  | Fitz József: A magyar könyv története 1711-ig                                     | Athenaeum                                                                   | Budapest     | |
| 1994       | Ki kicsoda a magyar mezőgazdaságban?                                                      | I. kötet (A–H)                                                                    | Babits Kiadó                                                                | Szekszárd    | |
| 1998       | „Bízd az jövendőkre érdemed jutalmát” Magyar Protestáns Irodalmi Szöveggyűjtemény         | I. kötet (16–17. század)                                                          | Mundus Magyar Egyetemi Kiadó                                                | Budapest     | A mű a Protestáns művelődés Magyarországon című sorozat 5. köteteként jelent meg. Elején utalás van arra, hogy még 3 kötet (a II., III., IV.) kiadása várható, ezek azonban soha sem jelentek meg. |
| 1999       | A magyar kerámiaművészet                                                                  | szerk. Keszthelyi Katalin, Laczkó Ibolya: I. kötet. Alkotók, adatok 1945–1998     | Magyar Keramikusok Társasága Képző- és Iparművészeti Lektorátus             | Budapest     | |
| 2006       | Történeti Adattárak és Bibliográfiák                                                      | Történeti emlékkönyvek repertóriuma 1884–2004                                     | ELTE BTK Közép- és Koraújkori Egyetemes Történeti Tanszék, Eötvös Collegium | Budapest     | |
| 2006       | Győri Orvoséletrajzi Lexikon                                                              | Biczó Zalán: I. kötet. A kezdetektől 1945-ig                                      | k. n.                                                                       | Győr         | |

## Egyéb példák
- Petrik Géza: Magyarország bibliographiája 1712–1860 (I–IV.). Budapest: (kiadó nélkül). 1888–1892.   → elektronikus elérhetőség: Arcanum (és folytatásai):